# مسجد الجبري
جامع الجبري هُو مسجد ومنطقة أثرية تاريخية يقع في حي الكوت في مدينة الهفوف في محافظة الأحساء شرق المملكة العربية السعودية. تعود فترة بناء المسجد إلى القرن التاسع الهجري وبالضبط سنة 880 هـ، حيث بناه سيف بن زامل بن حسين الجبري أمير الدولة الجبرية في الأحساء آنذاك.

## التسمية
ترجع تسمية المسجد إلى الدولة الجبرية، وهي إمارة أسسها زامل بن حسين بن جبر على أنقاض الإمارة الجروانية، ويطلق عليه وعلى طائفته (بنو جبر) وقد استمر حكمهم من عام 820هـ إلى عام 925هـ (القرن 15 والقرن 16 الميلاديين).

## الموقع
يقع مسجد الجبري في وسط حي الكوت في الجزء الشمالي الغربي من مدينة الهفوف القديمة. ويعد من أبرز المساجد التاريخية في مدينة الهفوف، كما أنه يقع غرب قصر إبراهيم التاريخي على مسافة قريبة منه، وعلى مسافة 250 متر تقريباً غرب مسجد الدبس الأثري.

## التاريخ
يُعد مسجد الجبري من أقدم المساجد التاريخية في محافظة الأحساء، ويعود تاريخ تأسيسه إلى سنة 880 هـ إبان فترة حُكم الدولة الجبرية، وقد أسس المسجد سيف بن زامل بن حسين الجبري، وقد كانت دولة الجبور تهتم باستقدام العلماء والفقهاء للأحساء فقامت باستدعاء الشيخ نصر الله عبد الله الجعفري للإفتاء والتدريس في المسجد وكان من علماء المذهب الشافعي في المدينة المنورة. شهد الجامع خلال الفترة من عام 957 هجرية إبان فترة الحُكم العثماني للأحساء إلى العام 1430 هجرية عدة أعمال ترميم وصيانة لبناء بعض الأجزاء التي تهدمت منه والحفاظ على طابعه الذي تم بناؤه عليه، حيث شهد إضافة بعض المساحات وتغطية فنائه الخارجي وتكييفه، فيما تم كساء الجدران الطينية بالجبس، وتوجد في مقدمة الجامع أعلى المحراب لوحة قديمة كتب عليها تاريخ أول ترميم للجامع.

## العمارة
يتخذ الجامع شكلا مربّع الشكل، حيث يُشكّل فناءه الخارجي نصف مساحته تقريباً، أمَّا النصف الآخر فهو الجُزء المخصص للصلاة وهو مسقوف تتخلّله عدّة أروقة تنتهي أعمدتها بمحاريب مقوّسة، كما توجد في الجامع ست قباب في الجهة اليمنى من الرواق الأول يوجد في إحداها أربع فُتحات صغيرة كان يُستدل بها على دخول وقت صلاة الظهر والعصر. ويستوعب الجامع الذي تبلغ مساحته 1225 متراً مربعاً أكثر من 2000 مصلٍ.
```
فهو يمثل نمط عمارة المساجد في المنطقة في القرن الثامن الهجري. يقوم تخطيط المسجد على مسقط شبه مربع أطواله 37 × 36م، ويتوسطه صحن مستطيل الشكل تحيط به ثلاث ظلات، هي ظلة القبلة التي تتكون من ستة صفوف من الأروقة المكونة من عقود مدببة محمولة على دعامات مثمنة قصيرة، كما تفتح على صحن المسجد ظلتان تتكونان من دعامات مثمنة تحمل عقودًا مدببة. وأضيف في فترة حديثة رواقان جديدان إلى أروقة ظلة القبلة، الرواق الأول أضيف عام 
1351 هـ
 الموافق 
1932م
، أما الرواق الثاني فقد أضيف عام 
1391 هـ
 الموافق 
1971م
.
```

يحوي المسجد محرابًا وحيدًا يقع في منتصف جدار القبلة وهو محراب عميق يبرز خارج جدار القبلة، ويؤدي المحراب عن طريق درجات إلى منبر الجامع الملاحق للمحراب، وهو فتحة مستطيلة يعلوها عقد مدبب، ويتقدم محراب المسجد عقد مدبب مزدوج تزين الجزء الخارجي منه زخارف جصية.
بالنسبة إلى تاريخه فيعتقد أن الأمير سيف بن حسين الجبري شيده عام 800 هـ الموافق 1398م، وقد استقدم لبنائه الشيخ نصر الله الجعفري الطيار من المدينة المنورة وذلك في عام 795 هـ الموافق 1393م ، ما يدل على أن عمارته استغرقت أكثر من أربع سنوات.
تتوارث إمامة هذا الجامع أسرة السادة آل الجعفري الطيار وهم من نسل جعفر بن أبي طالب، قدموا الأحساء من المدينة المنورة قبل مئات السنين.